# Vicki Davis
Victoria Diane "Vicki" Davis (18 de julho, 1980) é uma atriz norte-americana que fez aparições em vários programas de TV e filmes. Um de seus papéis mais conhecidos é o de Mia no show de comédia, Maybe It's Me. Davis também é uma dubldora mais conhecida por seu papel como o a Psycho Ranger Rosa em Power Rangers in Space e Power Rangers: Lost Galaxy. Davis estudou na University of Southern California e é fluente em espanhol.

## Filmes
- Mighty Joe Young (1998) ...
- Horse Sense (1999) ...
- A Time for Dancing (2000) ...
- Cherry Falls (2000) ... Heather
- Validation ... Victoria Donner

## Dublagens
- Power Rangers in Space
  - "Rangers Gone Psycho" (1998) ... Psycho Pink (Não-creditada)
  - "Carlos on Call" (1998) ... Psycho Pink (Não-creditada)
  - "A Rift in the Rangers" (1998) ... Psycho Pink (Não-creditada)
  - "Ghosts in the Machine" (1998) ... Psycho Pink (Não-creditada)
- Power Rangers: Lost Galaxy
  - "To the Tenth Power" (1999) ... Psycho Pink
  - "The Power of Pink" (1999) ... Psycho Pink
  - "Until Sunset" (1999) ... Psycho Pink (Não-creditada)
- Hop (2011)

## Video Games
- Final Fantasy X (2001) ... Vozes Adicionais